# Operación Mare nostrum

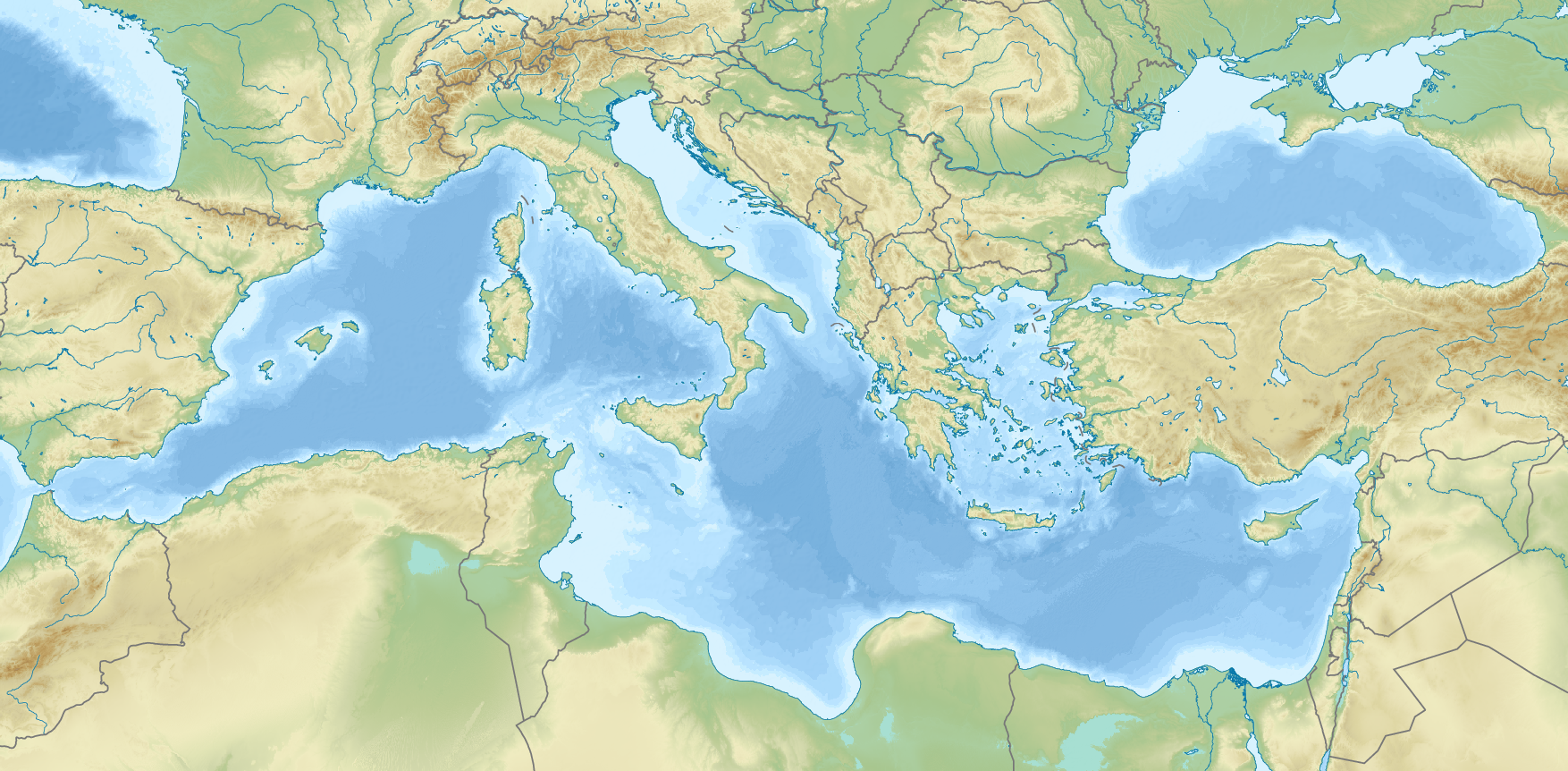
La «Operación Mare Nostrum» se desarrolló en el mar Mediterráneo, entre 2013 y 2014

La Operación Mare Nostrum (del italiano: Operazione Mare nostrum) fue el conjunto de acciones navales y aéreas de un año de duración, iniciada el 18 de octubre de 2013 por el Gobierno de Italia, para abordar el incremento de la inmigración irregular a Europa durante la segunda mitad del año, y los consiguientes naufragios trágicos de embarcaciones de migrantes frente a la isla de Lampedusa. Durante esta operación humanitaria de búsqueda y rescate, al menos 150 000 migrantes llegaron a salvo a Europa, provenientes principalmente de África y el Medio Oriente.
Según las autoridades italianas, la operación consistió en un reforzamiento del control de flujos migratorios, llevado a cabo dentro de la operación de vigilancia permanente que ejecuta la Marina Militare de Italia, de acuerdo con una ley nacional de 2004.

## Operación
La operación lleva el nombre de Mare Nostrum, la denominación que en la antigua Roma recibía el mar Mediterráneo. La Comisión Europea prestó apoyo financiero para la operación con 1,8 millones de euros, con cargo al Fondo para las Fronteras Exteriores. La operación Mare Nostrum fue ejecutada por la Marina Militare, para interceptar las embarcaciones de migrantes que navegaban cerca de la costa de Libia, luego del naufragio ocurrido el 3 de octubre de 2013, frente a la isla de Lampedusa.
El componente de búsqueda y rescate de la operación fue respaldado por grupos de presión como el Consejo Europeo para Refugiados y Exiliados, por haber salvado miles de vidas, pero la operación fue políticamente impopular y extremadamente costosa —300 mil euros diarios— para un solo país de la Unión Europea. El gobierno italiano solicitó fondos adicionales a los otros Estados miembros de la UE, para la continuación de las tareas de vigilancia del Mediterráneo y recepción de los inmigrantes, pero no recibió la ayuda requerida, lo cual generó el reclamo del primer ministro Matteo Renzi, exigiendo a la UE «menos palabras y más acción».
La operación Mare Nostrum finalizó el 1 de noviembre de 2014, y fue reemplazada por la Operación Tritón de la agencia europea Frontex, con una capacidad de búsqueda y rescate más reducida. A diferencia de Mare Nostrum, Tritón se centra en la protección fronteriza en lugar de las acciones de búsqueda y rescate de migrantes, y actúa más cerca de la costa italiana. La culminación de Mare Nostrum fue criticada como una de las causas del aumento de la tasa de mortalidad de migrantes en el Mediterráneo, que aumentó diez veces entre 2014 y 2015. En el lapso de una semana en abril de 2015, ocurrieron dos grandes catástrofes por el naufragio de migrantes, que ocasionaron la muerte de más de mil personas, lo cual dio lugar a exigencias de que se renovara la Operación Mare Nostrum.